# أغرة بيد
أغرة بيد (بالفارسية: آگره بید) هي مستوطنة تقع في قسم سيد ناصرالدين الريفي (مقاطعة دهلران) في إيران. يقدر عدد سكانها بـ 68 نسمة .